# Câu chuyện về Libido huyền thoại
Câu chuyện về Libido huyền thoại  (tiếng Hàn: 가루지기; Romaja quốc ngữ: Garujigi; tiếng Anh: A Tale of Legendary Libido) là một bộ phim hài Hàn Quốc của đạo diễn và nhà viết kịch bản Shin Han-sol sản xuất năm 2008, với sự tham gia của Bong Tae-gyu, Kim Shin-ah và Oh Dal-su được phát hành vào ngày 30 tháng 4 năm 2008.